# Leia biparitta
Leia biparitta är en tvåvingeart som beskrevs av Lynch Arribalzaga 1892. Leia biparitta ingår i släktet Leia och familjen svampmyggor. Inga underarter finns listade i Catalogue of Life.